# Excalfactoria
Az Excalfactoria a madarak osztályának tyúkalakúak (Galliformes) rendjébe és a fácánfélék (Phasianidae) családjába tartozó nem.

## Rendszerezés
Besorolásuk vitatott, egyes rendszerezők a Coturnix nembe sorolják ezeket a fajokat is.
A nembe az alábbi 2 faj tartozik:
- kínai törpefürj (Excalfactoria chinensis vagy Coturnix chinensis)
- kék fürj (Excalfactoria adansonii vagy Coturnix adansonii)